# Йохан Леополд фон Клам
Йохан Леополд фон Клам (на немски: Johann Leopold Freiherr von Clam, Herr zu Saxen und Aussernried; * ок. 1665; † 11 септември 1727, Линц) е фрайхер от род Клам в Горна Австрия, господар в Заксен в Горна Австрия и Аусернрид.

## Произход
Той е син на фрайхер Ханс Кристоф Пергер фон Клам († 1697) и съпругата му Мария Елизабет фон Тюрхайм (* 1625), дъщеря на фрайхер Йохан Кристоф фон Тюрхайм (1589 – 1634) и Мария Анна Марта фон Тауфкирхен (1595 – 1661). Внук е на фрайхер (от 1665) Йохан Готфрид фон Клам (1598 – 1673) и графиня Анна Сибила фон Кагенек (1602 – 1662).
Вторият му син Йохан Кристоф фон Клам (1702 – 1778) е издигнат на граф през 1759 г.

## Фамилия
Йохан Леополд фон Клам се жени 1699 г. за Мария Франциска фон Залбург, дъщеря на имперски граф Йохан Фердинанд фон Залбург († 1723) и Мария Елизабет фон Фюнфкирхен (1645 – 1682), дъщеря на фрайхер Йохан Зигизмунд фон Фюнфкирхен (1605 – 1650) и фрайин Анна Поликсена Елизабет фон Шерфенберг (1617 – 1658). Те имат два сина:
- Йозеф Фердинанд фон Клам (1700 – 1737), фрайхер, женен за Мария Анна Йозефа фон Тюрхайм (* 10 септември 1704; † 1769); имат син
- Йохан Кристоф фон Клам (* 11 юли 1702, Клам; † 12 април 1778, Прага), граф през 1759 г., женен на 15 септември 1746 г. в Прага за графиня Алойзия Маргарета Емеренция Колона фон Фьоля (* ок. 1714; † 4 юни 1782, Прага); имат син